# Schoenus tesquorum
Schoenus tesquorum är en halvgräsart som beskrevs av John McConnell Black. Schoenus tesquorum ingår i släktet axagssläktet, och familjen halvgräs. Inga underarter finns listade i Catalogue of Life.